# KYPCK
KYPCK é uma banda de doom metal da Finlândia. Apesar de o grupo ser finlandês, as letras de suas músicas habitualmente são todas em russo e exaltam, em particular, a História e o povo da União Soviética. Alguns dos integrantes da banda vivem na cidade de Oulu, enquanto outros são de Tampere, ambas na Finlândia.

## História

### O início
Em 2007, a banda KYPCK foi formada pelo guitarrista Sami Lopakka, ex-integrante da extinta banda finlandesa Sentenced. Com a proposta de fazer algo completamente diferente do que realizara no Sentenced, tanto lírica quanto musicalmente, Lopakka se une ao vocalista Erkki Seppänen, ao baixista J. T. Ylä-Rautio e ao baterista Kai Hiilesmaa. Como o vocalista Seppänen havia trabalhado na embaixada finlandesa em Moscou, na Rússia, falando fluentemente o idioma russo, e fazendo questão de deixar claro que se tornara grande admirador da história e cultura daquele país, surge a ideia de executar as músicas do KYPCK em russo. Outro diferencial surgiria: apesar de a banda ser formada exclusivamente por finlandeses, optou por abordar como tema de suas letras a história da União Soviética, além de temática ligada à guerra, em particular à Grande Guerra Patriótica. O próprio nome da banda presta uma sutil e singela homenagem à história da Rússia. No alfabeto cirílico, KYPCK pode ser transliterado como sendo a palavra Kursk, nome da cidade russa.

### 2008
Em 2008, a banda lançou seu primeiro single, chamado 1917, e contendo três músicas. O nome do trabalho (e da faixa-título) era uma homenagem ao ano em que ocorreu a famosa Revolução Russa. O grupo começa, então, a se apresentar em seus primeiros shows, tanto na Finlândia, sua terra natal, quanto na Rússia, e também em outros países da Escandinávia. Para suas apresentações ao vivo, a banda conta ainda com a participação de um guitarrista adicional, Sami Kukkohovi. Este, assim como Lopakka, é um ex-integrante do extinto Sentenced. Durante as apresentações da banda, o guitarrista Lopakka normalmente utiliza uma curiosa guitarra que foi montada sobre um genuíno fuzil Kalashnikov AK-47, de fabricação russa (igualmente curioso é o fato de o baixista da banda utilizar um instrumento provido de uma única corda). Os integrantes da banda se vestem ainda com roupas de tonalidade verde, trajes estes que lembram uniformes de operários, exibindo símbolos soviéticos (como foice e martelo, desenhados nos ombros, além de medalhas soviéticas no peito). Em seu site oficial, na internet, a banda presta mais homenagens à Rússia. Neste endereço eletrônico, existem links que levam a sites que mostram aspectos diversos da Rússia/União Soviética.
Ainda em 2008, o KYPCK lançou seu primeiro álbum, de nome Cherno (Черно, no alfabeto cirílico, palavra que significa Preto, no idioma russo), contendo dez composições. Os nomes de todas as músicas eram em russo e, no encarte do álbum, as letras das mesmas eram apresentadas em alfabeto cirílico e em alfabeto ocidental. Todas as músicas são, também, cantadas em idioma russo, com letras exaltando a história e cultura do país, em particular do período soviético. No álbum, estava contida a música Stalingrad, cuja letra falava a respeito de um pai que se despedia do filho e partia para a Batalha de Stalingrado. A faixa rapidamente se transformou no primeiro hit da banda, sendo produzido um videoclipe oficial para a mesma. A música 1917 também ganhou um vídeo oficial. Por esta época, muitas publicações já afirmavam que o KYPCK havia criado seu próprio estilo, o Doomsday Metal, e quebrado algumas curiosas barreiras: seu trabalho de estreia era o álbum cantado em russo mais ouvido ao redor do mundo, em toda a história do heavy metal (ou seja: o álbum cantado em russo mais ouvido no mundo não havia sido gravado por uma banda russa); além disso, o KYPCK realizou a mais longa turnê em território russo, viajando de São Petersburgo até Irkutsk, na Sibéria. E, por fim, até mesmo algumas emissoras de rádio russas que se mostravam resistentes em tocar músicas de bandas estrangeiras, terminaram por apresentar algumas canções dos finlandeses.

### 2011 e além

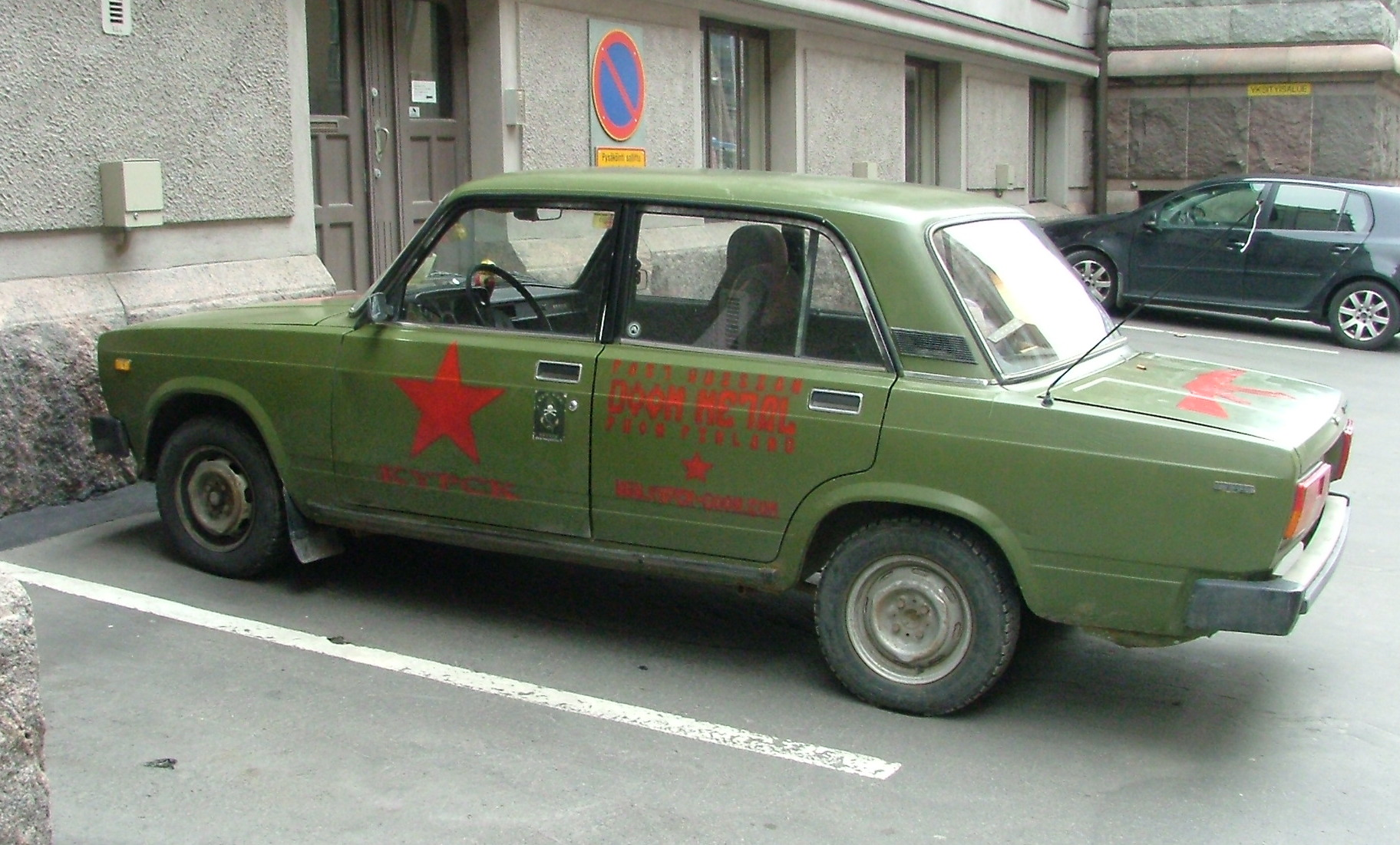
Um antigo automóvel da Lada foi adotado como sendo o carro-mascote utilizado pelos integrantes do KYPCK.

Em 2011, a banda KYPCK lançou seu segundo álbum, de nome Nizhe (Ниже, no alfabeto cirílico, palavra que significa Inferior, no idioma russo), mantendo a temática de suas músicas e a mesma sonoridade. O terceiro álbum da banda, por sua vez, foi lançado no ano de 2014, e recebeu o nome de Имена на стене, em alfabeto cirílico. O nome pode ser transliterado como Imena na Stene, que significa Os Nomes No Muro. Em 2015, a banda foi proibida de tocar na Bielorrússia, acusada de incitar o comunismo; em 2018, finalmente o grupo se apresentou na capital do país, Minsk. Após finalizar uma turnê, o grupo lançou, em 16 de setembro de 2016, seu quarto álbum, de nome Зеро, que significa Zero. Os álbuns do KYPCK apresentam as músicas todas cantadas em russo; as letras das mesmas são apresentadas em alfabeto cirílico, mas sempre possuem transliteração para o alfabeto ocidental e tradução para o finlandês.

## Integrantes
- E. Seppänen – Vocal (2007–presente)
- S. S. Lopakka – (Escopetarra, um instrumento de seis cordas; guitarra) (2007–presente)
- S. Kukkohovi – (Guitarra) (2008–2011), (2011–presente)
- J. T. Ylä-Rautio – (Baixo com uma única corda) (2007–presente)
- A.K. Karihtala – Bateria (bateria) (2011–presente)

Ex-integrantes
- K. H. M. Hiilesmaa – Bateria (2007–2011)

## Discografia

### Álbuns de estúdio
- Черно (Preto) – Cherno (2008)
- Ниже (Inferior) – Nizhe (2011)
- Имена на стене (O Nome No Muro) – Imena na Stene (2014)
- Зеро (Zero) – Zero (2016)

### Singles
- 1917 (2008)
- Imya na Stene (O Nome No Muro, 2014)
- All About Us (côver da banda t.A.T.u) (2016)

## Vídeos
- 1917 (2008)
- Stalingrad (2009)
- Alleya Stalina (A Viela de Stalin, 2011)
- Imya na Stene (O Nome No Muro, 2014)
- Deti Birkenau (As Crianças de Auschwitz, 2014)
- Ya svoboden (Eu Sou Livre, 2016)